# Nicolas-Bernard Belzais-Courménil
Nicolas-Bernard Belzais-Courménil (ou Belzais de Courménil), né le 19 octobre 1747 à Écouché et mort le 26 août 1804 à Laon, est un homme politique français de la Révolution française et un préfet.

## Biographie
Sous l'ancien régime, Belzais-Courménil est avocat puis procureur du roi à Argentan,. Il épouse la fille de son professeur de droit, Guillaume François Charles Goupil de Préfelne,.
Élu député du Tiers-état aux États généraux de 1789 par le bailliage d'Alençon, il se préoccupe de la réforme de la monnaie. À la fin de son mandat, il est élu maire d'Argentan et administrateur de district et se fait discret pendant la Terreur. De nouveau élu député de l'Orne, cette fois au Conseil des Cinq-cents, le 24 germinal an VI, il s'occupe de la réforme des hospices. Il apporte son soutien au coup d'État du 18 brumaire et est choisi par le Sénat conservateur le 4 nivôse an VIII pour représenter l'Orne au Corps législatif. Il préside cette assemblée du 16 nivôse au 1er pluviôse an X, puis la quitte le 17 septembre 1800.
Il est nommé préfet de l'Aisne le 30 fructidor an X. L'un des grands axes de son administration est l'amélioration de l'agriculture dans son département. Il meurt en fonction à Laon le 26 août 1804.

## Décorations
- Chevalier de la Légion d'honneur en 1804[4]